# Nusach (música judaica)
No Judaísmo, nusach musical refere-se ao estilo musical ou tradição de uma comunidade, particularmente o canto usado para orações recitativas como a Amidá.
Ele é diferente do nusach textual, o texto exato do rito de oração, que varia um pouco entre as comunidades judaicas.

## Descrição
Todo o estilo musical ou tradição de uma comunidade é algumas vezes referido como seu nusach, mas este termo é mais frequentemente usado em conexão com os cantos usados para passagens recitativas, em particular a Amidá.
Muitas das passagens no livro de orações, como a Amidá e os Salmos, são cantadas em um recitativo ao invés de lidas em linguagem normal ou cantadas em uma melodia rítmica. Os recitativos seguem um sistema de modos musicais, algo como o maqam na música árabe. Por exemplo, a prática cantorial Ashkenazi distingue um número de steiger (escalas) nomeadas após as orações em que são usadas com mais frequência, como a Adonoi moloch steiger e a Ahavoh rabboh steiger. Comunidades Mizrahi, como os judeus sírios, usam o sistema completo do maqam.
As escalas usadas podem variar com a oração particular e com a temporada. Por exemplo, muitas vezes existem modos especiais para os grandes dias sagrados, e na prática síria a escala usada depende da leitura da Torá para a semana (ver maqam). Em alguns casos, as melodias reais são fixas, enquanto em outros o leitor tem liberdade de improvisação.

## Modos musicais
A música litúrgica judaica é caracterizada por um conjunto de modos musicais.
Os modos de oração fazem parte do que é conhecido como nusach musical (tradição) de uma comunidade e servem tanto para identificar diferentes tipos de oração como para ligar essas orações à época do ano ou mesmo à hora do dia em que eles estão definidos. Várias tradições judaicas desenvolveram seus próprios sistemas modais (como o maqamat das comunidades judaicas do oriente médio). Os modos discutidos neste artigo são específicos às tradições das
comunidades judaicas da europa oriental (Ashkenazi).
Existem três modos principais, bem como vários modos combinados ou compostos. Os três modos principais são chamados de Ahavah Rabbah, Magein Avot e Adonai Malach. Tradicionalmente, o cantor (chazan) improvisava orações cantadas dentro do modo designado, enquanto seguia uma estrutura geral de como cada oração deveria soar. Com o tempo, muitos desses cantos foram escritos e padronizados, mas a prática da improvisação ainda existe até hoje. Os primeiros estudos na história dos modos de oração judaicos concluíram que as escalas musicais usadas eram baseadas em cantillation bíblica,  mas os estudos modernos questionam a validade dessas descobertas.

### Modo Ahavah Rabbah

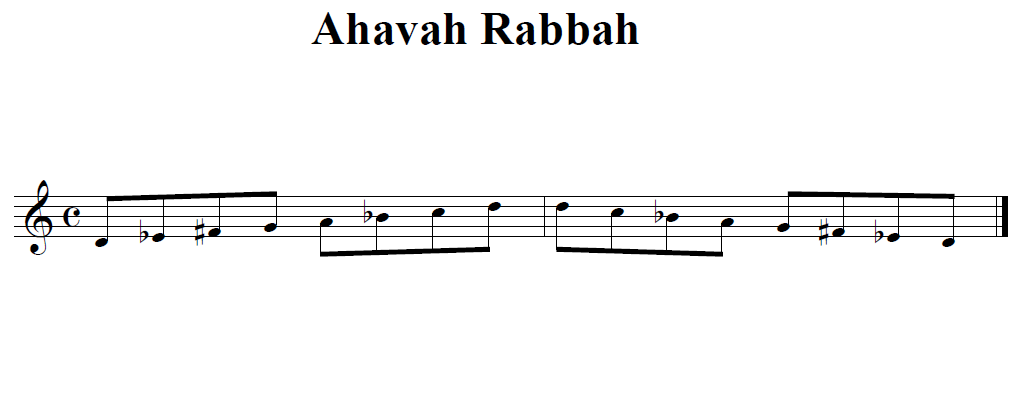
Escala Ahavah Rabbah básica

O modo Ahavah Rabbah, às vezes referido como Freygish (dominante de frígio), é nomeado após a bênção que imediatamente precede o Sh 'ma no culto da manhã. Esta bênção começa com as palavras Ahavah Rabbah (literalmente: grande amor) e descreve como o amor de Deus por Israel se manifesta por meio da revelação de Deus da Torá. Musicalmente, Ahavah Rabbah é considerado o modo de oração mais judaico, por causa do intervalo de um segundo grau menor, criando um terceiro intervalo menor entre o segundo e o terceiro graus da escala. Este modo é usado no início dos ritos noturnos nos dias da semana através do Chatzi Kaddish, uma grande parte do rito matinal nos dias da semana, partes da manhã do rito do Shabat e, ocasionalmente, nas grandes festas. O modo Ahavah Rabbah também é usado em muitas canções folclóricas judaicas, como a "Hava Nagila", e em melodias litúrgicas populares, como "Yismechu". É semelhante ao maqam árabe Hijaz, mas enquanto o dominante do Hijaz está no quarto grau, Ahavah Rabbah favorece fortemente o terceiro.

#### Modo dórico ucraniano

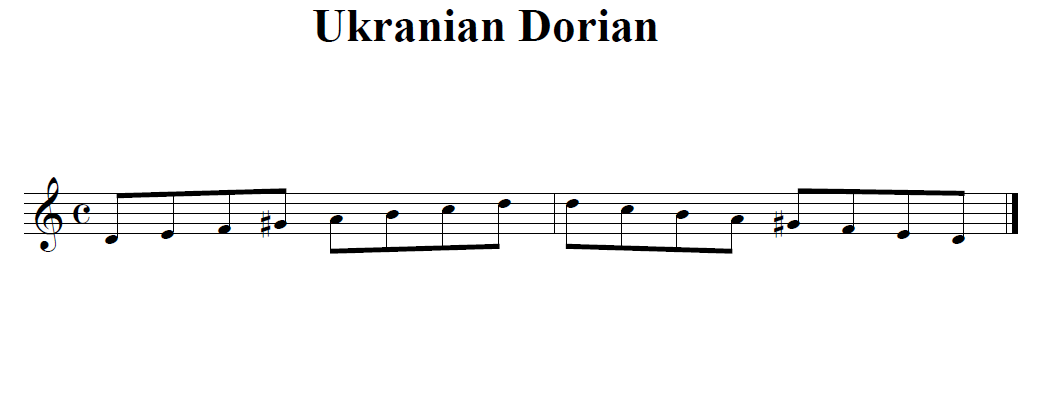
Escala dórica ucraniana básica

O modo dórico ucraniano (também conhecido como modo Mi sheberach) é uma escala combinada construída no sétimo grau da escala Ahavah Rabbah. Ele também está intimamente relacionado com modo Magein Avot, em que uma frase pré-conclusiva em dórico ucraniano pode cadenciar em seu supertônico (que é o 5º grau da escala relativa Magein Avot). Isso acontece com frequência no nusach para os três festivais.  É semelhante ao maqam árabe Nikriz.

### Modo Magein Avot

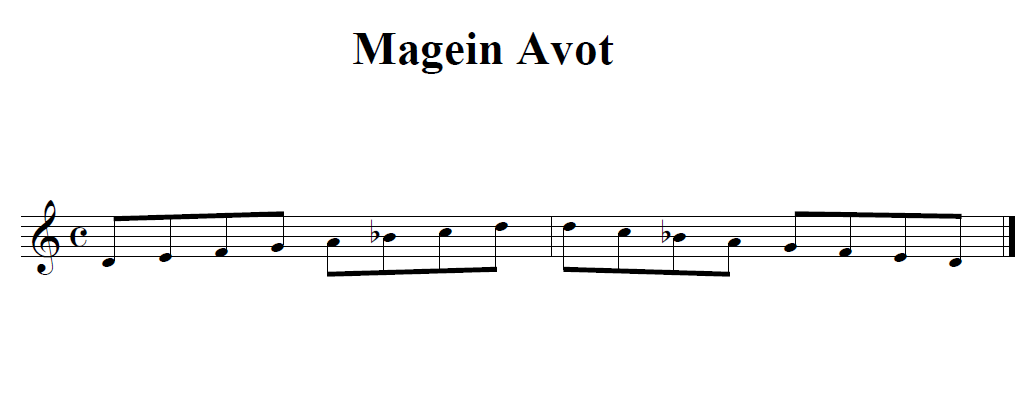
Escala de Magein Avot básica

O modo Magein Avot (literalmente: Escudo de nossos pais) leva seu nome de um parágrafo da oração Me'ein Sheva, que segue diretamente a Amidá no serviço noturno de sexta-feira.
Musicalmente, ele se assemelha mais a uma escala menor da música clássica ocidental tradicional ou a maqam árabe Niavende. É usado em rezas simples, ou canto de oração, muitas vezes por meio de um único tom de recitação, que o cantor usa para cobrir uma grande quantidade de texto litúrgico em um estilo de fluxo rápido. A simplicidade do modo e do canto associado a ele pretende refletir a atmosfera pacífica do Shabat.
Ao cantar no modo Magein Avot, é comum para o cantor girar para a maior relativa em certos pontos litúrgicos, muitas vezes para destacar uma linha particular de texto. É esse uso do relativo maior, em conjunto com Magein Avot, que distingue o modo de uma escala menor comum. Além da noite de Shabat, o modo Magein Avot também é proeminente para as bênçãos de abertura das manhãs dos dias da semana e dos ritos da tarde.

#### Modo Yishtabach
O modo Yishtabach é uma variante da escala Magein Avot que diminui o segundo grau da escala.

### Modo Adonai (HaShem) Malach

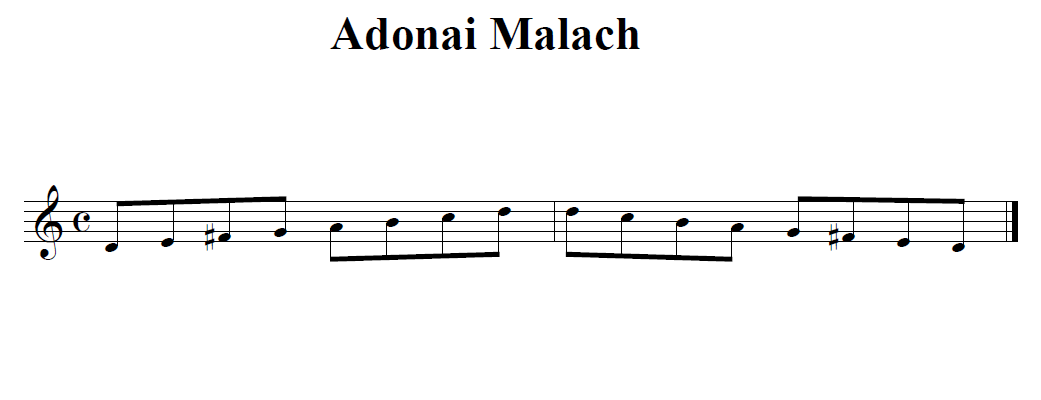
Escala Adonai Malach básica (modo Adonai malakh em D)

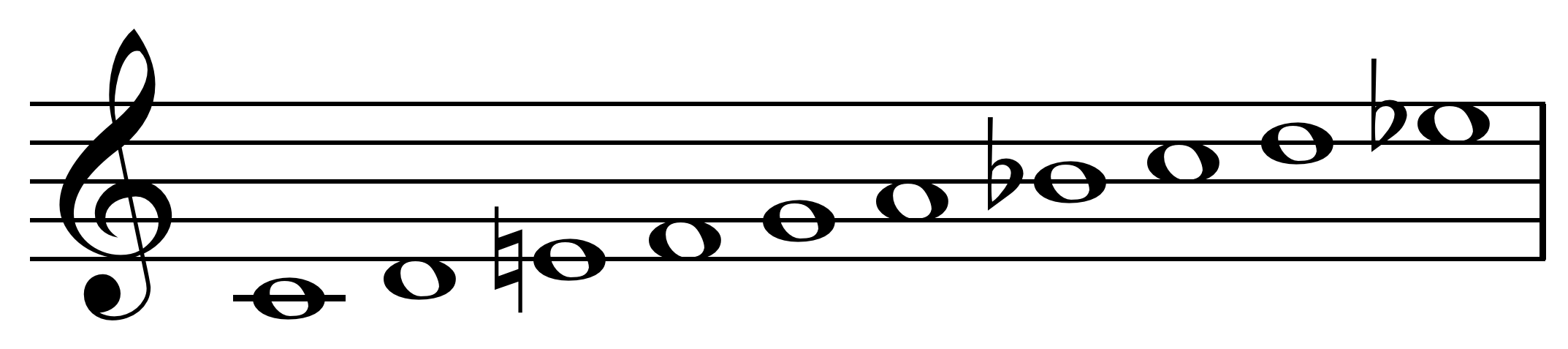
Modo Adonai Malakh em C.

O modo Adonai malach (literalmente: Deus reina) consiste em uma escala maior com uma sétima e uma décima menor (rebaixada). Este modo tem uma sensação majestosa e é usado para uma série de ritos que requerem uma atmosfera grandiosa. Tradicionalmente, é usado para os salmos 95-99 do Kabbalat Shabbat, no Lekhah Dodi do Kabbalat Shabbat e no Kidush da noite de sexta-feira. Na manhã do Shabat, ele é usado para o Avot e G'vurot, durante o rito Torá, e no Rosh Chodesh ao abençoar o novo mês. O modo Adonai Malach também é usado várias vezes durante as grandes festas no judaísmo quando uma qualidade majestosa é necessária, como o rito do Shofar e partes da Amidá. Em contextos de feriados intensos, o sétimo e o décimo graus são frequentemente elevados, fazendo com que o modo se assemelhe fortemente ao clássico escala maior.

"Adonai malakh"("Deus é Rei"), uma linha do Salmo 93, é definida usando a escala Adonai malakh no final da introdução ao Kabalat Shabat (rito da sinagoga na noite de sexta-feira).
Ele adiciona bemóis à medida que vai mais alto, e sua configuração de altura é semelhante às escalas Dastgāh-e Māhur (persa) e Obikhod (russa).

## Manobras
As manobras são usadas nos cânticos de oração para mudar o humor e o modo durante a oração. Existem alguns movimentos característicos que os cantores tendem a usar para modular através de vários modos. Duas das manobras mais comuns são a manobra de Yishtabach e a manobra de Sim Shalom.

### Manobra Yishtabach
A manobra Yishtabach se move de Magein Avot para Adonai Malach no 4º grau da escala. Em seguida, ela se move através do Dorian ucraniano e volta para Magein Avot. Essa manobra ajuda a destacar a grandeza da proclamação do nome de Deus que ocorre na bênção final do rito matinal do Shabat.

### Manobra Sim Shalom
A manobra Sim Shalom, que tem o nome da oração Sim Shalom, na qual ocorre com frequência, começa em Ahavah Rabbah e modula na tonalidade maior no quarto grau da escala. Ela também usa o Dorian ucraniano como mudança e retorna ao Ahavah Rabbah original.

## Trabalhos citados
- Cohon, Baruch Joseph. "A estrutura do canto de oração da sinagoga." Journal of the American Musicological Society 3, número 1, 17–32, 1950.